# Фендлер, Лотар
Лотар Фендлер (нем. Lothar Fendler; 13 августа 1913, Бреслау, Германская империя — 7 марта 1983, Штутгарт, ФРГ) — штурмбаннфюрер СС, служащий зондеркоманды 4b в составе айнзацгруппы C, участвовавшей в уничтожении евреев на оккупированной Украине. В 1948 году на процессе по делу об айнзацгруппах был приговорён к 10 годам заключения, но уже в 1951 году освобожден.

## Биография
Лотар Фендлер родился 13 августа 1913 года в Бреслау. С 1932 по 1934 год изучал стоматологию. В 1933 году был зачислен в ряды СС (№ 272603). С 1934 по 1936 год проходил службу в вермахте. В 1936 году стал сотрудником СД. 1 мая 1937 года вступил в НСДАП (билет № 5216392). Фендлер принадлежал к молодому поколению руководящих кадров СД и после отбора и рекомендации своих начальников проходил курсы в школе полиции безопасности и СД в Шарлоттенбург.
В мае 1941 года после формирования айнзацгрупп в школе пограничной полиции в Прече Фендлер был зачислен в зондеркоманду 4b в составе айнзацгруппы C, где заведовал отделом III (разведывательная служба). Штаб зондеркоманды 4b состоял из семи офицеров. Вместе с подразделением Фендлер участвовал в нападении на СССР. 2 октября 1941 года он был заменён и вернулся в Берлин. 
С 1947 по 1948 год был одним из 24 обвиняемых на Нюрнбергском процессе по делу айнзацгрупп. Его адвокатом был доктор Ганс Фриц при содействии Габриэля Лемана. 9 апреля 1948 года был признан виновным по всем трём пунктам обвинения: преступления против человечества, военные преступления и членство в преступных организациях. Впоследствии в обосновании приговора вопрос о том был ли Фендлер заместителем своего командира Гюнтера Херрмана, остался без ответа. Кроме того, руководство командой Фендлером при расстрелах не смогли доказать. 10 апреля 1948 года был приговорён к 10 годам заключения. Для отбытия наказания Фендлер был помещён в Ландсбергскую тюрьму.
В ходе активного обсуждения вопроса о перевооружении Западной Германии после начала Корейской войны летом 1950 года верховный комиссар Джон Макклой по рекомендации консультативного совета по помилованию военных преступников заменил 4 из 15 смертных приговоров на пожизненное заключение и 6 на сроки заключения от 10 до 25 лет, в то время как 5 смертных приговоров должны были быть приведены в исполнение. Приговор в отношении Фендлера был заменён на 8 лет. 29 марта 1951 года он был освобождён.